# NGC 5877
NGC 5877 је тројна звезда у сазвежђу Вага која се налази на NGC листи објеката дубоког неба.
Деклинација објекта је - 4° 55' 27" а ректасцензија 15h 12m 53,1s. Привидна величина (магнитуда) објекта NGC 5877 износи 12,9.